# Spoorlijn Recklinghausen Süd - Zeche Ewald
De spoorlijn Recklinghausen Süd - Zeche Ewald is een Duitse spoorlijn en is als spoorlijn 2225 onder beheer van DB Netze.

## Geschiedenis
Het traject werd door de Cöln-Mindener Eisenbahn-Gesellschaft geopend in 1870.  

## Treindiensten
De lijn is alleen in gebruik voor goederenvervoer.

## Aansluitingen
In de volgende plaatsen is of was er een aansluiting op de volgende spoorlijnen:
Recklinghausen Süd
DB 2200, spoorlijn tussen Wanne-Eickel en Hamburg
DB 2221, spoorlijn tussen Recklinghausen Süd en Herne
DB 2222, spoorlijn tussen Recklinghausen Süd en Recklinghausen Ost
Wanne Westhafen
DB 9220, spoorlijn tussen Wanne Übergabebahnhof en Wanne Westhafen

## Elektrificatie
Het traject werd geëlektrificeerd met een wisselspanning van 15.000 volt 16⅔ Hz.